# Grammodes postfumida
Grammodes postfumida là một loài bướm đêm trong họ Erebidae.